# Edward Ochab
Edward Ochab (16 de agosto de 1906-1 de mayo de 1989) fue un político comunista polaco y máximo líder de Polonia entre marzo y octubre de 1956.
Como miembro del Partido Comunista Polaco desde 1929, fue encarcelado repetidamente por sus actividades bajo el gobierno polaco de la época. En 1939, Ochab participó en la Defensa de Varsovia, pero luego se mudó a la Unión Soviética, donde se convirtió en uno de los primeros organizadores y gerentes de la Unión de Patriotas Polacos. En 1943, se unió al ejército polaco del general Berling en el frente oriental como comisario político y rápidamente ascendió en sus filas. Desde 1944 fue miembro del Comité Central del Partido Obrero Polaco (PPR) y diputado en el Consejo Nacional del Estado. En 1945, se convirtió en ministro de la administración pública y ocupó los cargos sucesivos de jefe de propaganda en el PPR (1945-1946), jefe de asociaciones cooperativas (1947-1948) y jefe de la Asociación de Sindicatos (ZZZ) (1948-1949). Desde diciembre de 1948 fue miembro adjunto del Politburó del Partido Obrero Unificado Polaco (PZPR), y miembro de pleno derecho desde 1954.
Entre 1949 y 1950, el general Ochab fue viceministro de Defensa y dirigió la rama política de las Fuerzas Armadas. En la Polonia estalinista fue responsable de reclutar a los llamados enemigos del pueblo para realizar trabajos forzados en las minas del sur de Polonia. Estas unidades fueron llamadas "batallones de trabajo". Después de la muerte de Bolesław Bierut, Ochab se convirtió en primer secretario del PZPR y ocupó ese cargo entre el 20 de marzo y el 21 de octubre de 1956.
Durante el gobierno de Ochab, el proceso del "deshielo" post-estalinista estaba en marcha, pero el primer secretario también desempeñó un papel en la autorización de la represión violenta de la revuelta obrera en Poznań en junio. En octubre, Ochab se mantuvo firme contra el liderazgo soviético y se le atribuye haber ayudado a prevenir una intervención militar soviética. Renunció al poder durante el VIII Pleno del Comité Central del Partido, cumpliendo con los deseos de la mayoría de los miembros del Politburó de promover a Władysław Gomułka. Ochab permaneció como miembro del Politburó hasta 1968 y también trabajó como ministro de agricultura de 1957 a 1959, y más tarde como secretario del Comité Central de Asuntos Agrícolas. Ochab fue vicepresidente del Consejo de Estado de Polonia (una jefatura de Estado colectivo) en 1961-1964. Se desempeñó como presidente del Consejo de Estado en 1964-1968. En 1965–68 también presidió el Frente de Unidad Nacional.
Edward Ochab renunció a todos sus cargos estatales y del partido y se retiró de la política en 1968, en protesta por la campaña antisemita realizada por facciones dentro del partido comunista con el primer secretario Gomułka a la cabeza. En su retiro, siguió siendo un comunista de línea dura dedicado, pero también un crítico vocal de las políticas seguidas por los regímenes de sus sucesores.

## Primeros años y carrera
Edward Ochab nació en Cracovia el 16 de agosto de 1906. Su padre era funcionario administrativo en las oficinas centrales de la policía de Cracovia. En Cracovia, Edward completó la educación primaria y en 1925 la secundaria (la Academia de Comercio). En 1926–27 asistió y se graduó de un curso superior en ciencia cooperativa en el Departamento de Agricultura de la Universidad Jagellónica. Desde septiembre de 1925, estuvo empleado en una asociación rural cooperativa en Wieliczka. En 1928 se convirtió en gerente de una empresa cooperativa en Radom.
Ochab fue reclutado y en junio de 1928 enviado a una escuela militar, pero allí fue juzgado de actitud subversiva, aparentemente comunista declarado, empleado permanentemente en cooperativas de trabajadores. La escuela lo liberó en octubre. Ochab volvió a administrar su cooperativa Radom hasta febrero de 1930.

## Activista en el Partido Comunista Polaco
Ochab se convirtió en miembro del Partido Comunista Polaco en el verano de 1929. En los siguientes diez años fue arrestado cinco veces y pasó seis años y medio como preso político en las prisiones del régimen Sanacja, liberado intermitentemente por motivos de salud (padecía tuberculosis). Cuando no estaba en prisión, trabajaba en el ejecutivo del partido en Radom, Cracovia, Katowice, Varsovia, Łódź, Toruń, Gdynia y Włocławek, mudándose con frecuencia o escondiéndose. Ochab estuvo entre los organizadores de las huelgas de mineros en Zagłębie Krakowskie (1932), en Zagłębie Dąbrowskie (1935) y la huelga general de trabajadores textiles en Łódź (1936).
Ochab se casó con una compañera activista comunista, Rachela Silbiger, una enfermera de una familia judía "pobre y sencilla" . Tuvieron cuatro hijas, nacidas en las décadas de 1930 y 1940.
El 7 de septiembre de 1939, las fuerzas alemanas se acercaban a Varsovia y los guardias de la prisión de Varsovia donde estaba recluido Ochab huyeron. Liberado por sus compañeros de prisión, viajó hacia Garwolin, pero al enterarse de los preparativos de defensa de Varsovia, regresó a la capital para participar. El 11 de septiembre, Ochab se unió a un regimiento de defensa de los trabajadores y luchó en la unidad mal armada hasta la capitulación de la ciudad.
Para continuar con su trabajo en el partido y proteger a su esposa, Ochab decidió mudarse a los territorios controlados por la Unión Soviética. Había conocido a "miles de camaradas" (aunque muchos perecieron en las purgas de Stalin), estaba completamente familiarizado con la situación de la izquierda polaca y estaba listo para comprometerse en la reconstrucción del movimiento revolucionario polaco. Con otros que compartían su punto de vista, los Ochab el 2 de octubre se embarcaron en un viaje a Siedlce, y de allí fueron a Lwów.

## En la Unión Soviética
Ochab vivió y trabajó en Lviv hasta junio de 1941. Organizó allí un pequeño círculo de simpatizantes comunistas polacos, pero en junio se acercó a las autoridades soviéticas y declaró que estaba dispuesto a regresar a la Polonia ocupada por los nazis para realizar trabajos de conspiración. Sin embargo, Alemania atacó a la Unión Soviética, Ochab se ofreció como voluntario para el Ejército Rojo y fue asignado a una unidad auxiliar. Durante el invierno, sus problemas de salud reaparecieron y lo obligaron a regresar al trabajo civil en la sección polaca de un instituto soviético de publicación de idiomas extranjeros. En mayo de 1943 la empresa se trasladó a Moscú. Ochab se volvió activo en a recién formada Unión de Patriotas Polacos allí, dirigiendo su departamento administrativo y económico.
Mientras se formaban las fuerzas armadas polacas controladas por prosoviéticos y comunistas en la Unión Soviética, en junio de 1943 Ochab se unió a la 1.ª División de Infantería Tadeusz Kościuszko y se alistó como oficial político con el rango de segundo teniente. En octubre de 1943 luchó valientemente en la Batalla de Lenino, por lo que fue condecorado con las medallas al valor polacas y soviéticas. En el verano de 1944, el teniente coronel Ochab ya era miembro del Comité Central del Partido Obrero Polaco.

## Funcionario del partido y del estado 1944-1956
En julio de 1944 en Lublin, Ochab se convirtió en plenipotenciario oficial del mando del Primer Ejército Polaco. En septiembre fue ascendido al puesto de subcomandante del Ejército para asuntos políticos. Afirmó haber participado en la lucha militar por Varsovia y en la campaña para atravesar el río Vístula en ese momento. En noviembre, Ochab fue dado de baja del ejército y se dirigió a trabajar para el Comité Polaco de Liberación Nacional, el naciente gobierno comunista, donde se convirtió en subjefe del Departamento de Administración Pública. Desde principios de 1945, el PKWN se convirtió en el Gobierno Provisional y Ochab fue subsecretario en el Ministerio de Administraciones Públicas, ascendiendo en abril al cargo de ministro. Como general plenipotenciario de los Territorios Recuperados (anteriormente tierras alemanas asumidas por Polonia), el 25 de junio de 1945 Ochab emitió una directiva que prohibía y amenazaba con sanciones por la persecución de los alemanes aún presentes allí o aplicar represiones como las utilizadas por la Alemania nazi contra los polacos. Dejó el gobierno a fines de junio, cuando pasó a ser el Gobierno Provisional de Unidad Nacional.
Posteriormente, Ochab fue miembro de la secretaría y ocupó el cargo de jefe de propaganda del PPR (1945-1946) y de primer secretario de la rama regional del PPR en Katowice (1946-1948). Regresó a sus actividades cooperativas y laborales, como jefe de asociaciones cooperativas de trabajadores en 1947-1948 y jefe del Consejo Central de Sindicatos en 1948-1949. En diciembre de 1948, el PPR y el Partido Socialista Polaco se fusionaron en el Partido Obrero Unificado Polaco (PZPR), que gobernaría Polonia hasta 1989. En el nuevo partido, Ochab se convirtió en miembro adjunto del Politburó (1948-1954).
En un giro más de la carrera militar de Ochab, el 1 de abril de 1949 el presidente Bolesław Bierut lo nombró general y primer viceministro de defensa. El ministro Michał Rola-Żymierski fue reemplazado en noviembre de 1949 por Konstantin Rokossovsky, un mariscal soviético de origen polaco. Desde enero de 1950, en el momento de la creciente sovietización del ejército polaco, Ochab dirigió la división política de las fuerzas armadas. En junio, Rokossovsky lo despidió del servicio militar activo y de sus asignaciones en el Ministerio de Defensa.
En 1950-1952, Ochab presidió la Sociedad de Amistad Polaco-Soviética. Fue secretario del Comité Central desde 1950, encargado del área de ideología. Desde 1952 también dirigió la supervisión del Comité Central de la división política de las fuerzas armadas.
En ese momento y más adelante en su carrera, Ochab tenía una tendencia a expresar sus puntos de vista en términos radicales e intransigentes. Cuando el cardenal Stefan Wyszyński fue arrestado el 25 de septiembre de 1953, Ochab publicó un artículo ferozmente crítico con el primado en Trybuna Ludu, el periódico oficial del partido. Con respecto a la persecución y encarcelamiento de Władysław Gomułka, Ochab luego culpó a Stalin y Lavrenti Beria, en lugar de Bierut o Jakub Berman.
En el Segundo Congreso del PZPR en marzo de 1954, Ochab finalmente se convirtió en miembro de pleno derecho del Politburó. Muchos en el partido lo consideraban un "heredero aparente" y estaba listo para asumir el cargo cuando el primer secretario Bierut murió en Moscú en marzo de 1956.

## Primer secretario del Partido Obrero Unificado Polaco
Nikita Khrushchev, secretario general del Partido Comunista de la Unión Soviética, asistió al funeral de Bierut y se quedó en Varsovia para participar en las deliberaciones del VI Pleno del Comité Central del PZPR, encargado de elegir un nuevo primer secretario. Aleksander Zawadzki fue el otro gran candidato, pero finalmente Edward Ochab fue elegido por unanimidad el 20 de marzo. Ochab fue visto como un candidato de compromiso por las facciones rivales Puławy y Natolin del partido. Pronto se lo percibió como relacionado con el grupo Puławy más liberal.
En junio de 1956, Ochab asistió a una reunión de líderes del Comecon en Moscú. Allí hizo gala de su estilo confrontacional al responder a las acusaciones sobre el suministro supuestamente inadecuado de carbón procedente de Polonia. Pero el encuentro también le hizo dudar de su idoneidad a largo plazo como primer secretario.
Tras el VI Pleno del PZPR y la elección de Ochab, los procesos de desestalinización en Polonia entraron en su fase acelerada. La prensa discutió críticamente los temas previamente prohibidos. El partido estaba dividido y preocupado por sus asuntos internos. El Sejm (parlamento nacional), hasta entonces incapaz de ejercer una influencia real, aprovechó la oportunidad y declaró una amplia amnistía, que incluía en primer lugar las infracciones de carácter político. El 20 de mayo, la mitad de los 70.000 presos de todo el país se encontraban en libertad. Numerosos funcionarios considerados responsables de los abusos estalinistas fueron destituidos de sus cargos, incluido Berman, quien renunció como miembro del Politburó a principios de mayo. Segmentos de la sociedad polaca, incluidos intelectuales, jóvenes (especialmente académicos) e incluso trabajadores de la industria pesada, estaban en un estado de agitación y reclamando sus derechos inherentes y soberanos, conocidos en polaco como podmiotowość.
Lo que estaba ocurriendo bajo la supervisión de Ochab resultó no ser una evolución semicontrolada del sistema, porque el 28 de junio los trabajadores de la empresa industrial Cegielski de Poznań, frustrados por su incapacidad para reparar los agravios a través de los canales oficiales, se declararon en huelga y se amotinaron. Se unieron otros trabajadores y residentes de Poznań y se produjo la violencia. Ochab le dio permiso al ministro de Defensa Rokossovsky para traer unidades militares a la ciudad y usar la fuerza necesaria para controlar la revuelta "contrarrevolucionaria". Varias docenas de personas, en su mayoría civiles, murieron y sufrieron heridas durante los dos días de lucha.
VII Pleno del Comité Central deliberó en la segunda quincena de julio. Atribuyó parte de la culpa de las protestas de Poznań a errores burocráticos y económicos. Se discutieron la liberalización y la democratización y se tomó la decisión de readmitir en el partido a los anteriormente expulsados Gomułka, Spychalski y Kliszko. Se confirmó la acusación de "desviación nacionalista de derecha" de Gomułka, pero tanto Puławy como Natolinfacciones estaban promoviendo la idea de su regreso al poder. Ochab, que en 1948 atacó duramente a Gomułka, ahora estaba superando sus objeciones personales y evolucionando para confiarle un alto cargo al exjefe del PPR. El 31 de julio, delegados por el Politburó, Ochab y Zawadzki tuvieron su reunión inicial con Gomułka que duró varias horas. Posteriormente, la Radio Polaca transmitió la información del regreso de Gomułka al partido.
En septiembre, Ochab le dijo a Józef Cyrankiewicz que le ofreciera a Gomułka un puesto que Cyrankiewicz sería competente para ofrecer. Cyrankiewicz le ofreció a Gomułka su propio trabajo, el de primer ministro. Gomułka pensó que el movimiento era prematuro y rechazó la propuesta. Se hizo evidente para el establecimiento de PZPR que Gomułka tenía como objetivo reemplazar a Ochab como primer secretario. Gomulka fue invitado a participar en las conferencias del Politburó que tuvieron lugar los días 12, 15 y 17 de octubre.
El VIII Pleno fue convocado para el 19 de octubre. La Agencia de Prensa Polaca informó al público de la fecha y de la participación de Gomułka en las reuniones del Politburó. Un estatuto que Ochab presentó para ser presentado al Pleno fue criticado por Roman Zambrowski y Zawadzki. La mayoría de los miembros del Politburó votaron para reducir el cuerpo a nueve miembros y la lista propuesta no incluía al ministro Rokossovsky.
Los soviéticos estaban cada vez más preocupados por los planes de la dirección del PZPR y el embajador soviético presentó el 17 de octubre la "invitación" de Nikita Khrushchev para que los líderes polacos visitaran inmediatamente Moscú. Ochab se opuso al momento y se negó a hacer el viaje. Los soviéticos reaccionaron con el anuncio (18 de octubre) de la llegada de Jruschov y la delegación soviética a Varsovia el 19 de octubre, el día en que estaba previsto que el 8º Pleno comenzara sus deliberaciones. El 18 de octubre, el Politburó polaco, descontento con la perspectiva de la intromisión soviética (o la apariencia de tal intromisión) en el debate del Pleno, designó a Ochab, Cyrankiewicz, Zawadzki y Gomułka para recibir a los soviéticos en el aeropuerto.
Su llegada fue precedida por ominosos movimientos militares. Las formaciones soviéticas presentes en Polonia se dirigían hacia Varsovia y fueron detenidas a menos de cien kilómetros de la capital. Las unidades en Alemania Oriental se pusieron en estado de preparación y varios buques de guerra soviéticos se acercaron a la bahía de Gdańsk.. Bajo la dirección de Ochab, quien "se mantuvo firme en defensa de la soberanía de Polonia", el ejército polaco y las fuerzas de seguridad interna se colocaron en posiciones defensivas en los accesos a Varsovia, y los edificios donde se llevó a cabo el Pleno del PZPR y las reuniones con la delegación soviética. a tener lugar estaban asegurados. No está claro cuáles eran las intenciones de las formaciones controladas por el ministro de Defensa Rokossovsky y los comandantes leales a él. Una crisis aún mayor no estaba lejos, porque los soviéticos no informaron a las defensas aéreas polacas de su llegada y los aviones de combate polacos se apresuraron a enfrentarse al avión que ingresaba al espacio aéreo polaco. En el aeródromo militar, Jruschov primero saludó a un grupo separado de generales soviéticos, luego se acercó a los camaradas polacos, agitando el puño y gritando comentarios despectivos.
El 8º Pleno llevó a cabo algunos asuntos introductorios y suspendió las deliberaciones para permitir que los líderes asistieran a las conversaciones por separado con los líderes soviéticos. Las negociaciones con los soviéticos fueron muy difíciles y duraron hasta la 1 de la madrugada. Jruschov se opuso a los cambios planeados del Politburó y la falta de "consultas fraternales", incluida la destitución del mariscal Rokossovsky, notó el aumento de la actividad de los elementos antisoviéticos en Polonia y amenazó con una intervención militar activa. Ochab respondió que los propios líderes soviéticos no consultarían cambios en su liderazgo con los polacos. Él, Gomułka, Cyrankiewicz y Zambrowski intentaron asegurar a los soviéticos que sus intereses no estaban amenazados. Durante un descanso, la delegación soviética fue a su embajada para conversaciones internas y llevó consigo al ministro Rokossovsky.
Después de su regreso, los soviéticos mostraron un enfoque más amistoso, pero a Jruschov le preocupaba que Gomułka, el presunto próximo líder del partido comunista polaco, pudiera ser un socialdemócrata, Gomułka, respondió Cyrankiewicz, combinó el patriotismo polaco con la lealtad a la Unión Soviética. Ochab le dijo a Jruschov que, dadas las circunstancias, Gomułka era la mejor opción para dirigir el país, negando a los soviéticos la esperanza de aprovechar una división dentro del partido polaco. La actitud conciliadora pero inflexible mostrada por los negociadores polacos y el amplio apoyo popular del que obviamente disfrutaban convencieron al Presidium soviético de cancelar los movimientos militares en curso y aplazar las negociaciones posteriores hasta la visita acordada de Gomułka a Moscú en noviembre. Temprano el 20 de octubre, la delegación soviética partió, dejando que el 8º Pleno continuara con sus actividades sin interrupciones.
Ochab decidió no oponerse al ascenso al poder de Gomułka, porque se dio cuenta de que un partido dividido daría a los soviéticos una excusa perfecta para intervenir. Podría haberse aliado fácilmente con el mariscal Rokossovsky y otros miembros descartados del Politburó, pero antepuso los intereses de Polonia a su propia carrera. En su opinión, Ochab se sometió legítimamente a la voluntad del Politburó y del Comité Central. No era fanático de Gomułka y sintió que promover a Gomułka como el salvador de Polonia, inevitablemente en ciernes, sería degradante para todo el partido polaco. Pero Edward Ochab hizo todo lo que pudo para salvar a Polonia de eventos trágicos a gran escala, como los que pronto experimentó Hungría.

## Trabajo en la agricultura y como jefe de Estado
Ochab siguió siendo miembro del nuevo Politburó, de tamaño reducido. Fue visto como cercano a las facciones de Zambrowski y Gomułka en el partido. En mayo de 1957, ya después de que la anterior colectivización de la agricultura polaca se hubiera revertido en gran medida, se convirtió en ministro de agricultura. En ese momento, Ochab apoyaba a los agricultores individuales y sus pequeñas asociaciones, no a las grandes cooperativas que antes favorecía el estado. Las más débiles de las Fincas Agrícolas del Estado (PGR) Ochab, de propiedad estatal, se convirtieron en unidades cooperativas. En octubre de 1959, Ochab renunció a su cargo ministerial, pero continuó su función de supervisión en la misma área como secretario del Comité Central responsable de asuntos agrícolas.
Además, en 1961, Ochab se convirtió en vicepresidente del Consejo de Estado, un órgano colectivo de cabeza de estado. Después del IV Congreso del PZPR (junio de 1964), mantuvo su membresía en el Politburó y el cargo de secretario del Comité Central. Sin embargo, en agosto murió el presidente Aleksander Zawadzki y Ochab asumió la función de presidente del Consejo de Estado. Ahora recibiría a líderes extranjeros como representante oficial del estado polaco. En marzo de 1966, Ochab notificó al cardenal Stefan Wyszyński que al Papa Pablo VI se le negaría su solicitud de visitar Polonia para las celebraciones del Milenio de la cristiandad polaca debido a las continuas relaciones diplomáticas de la Santa Sede con el Gobierno polaco en el exilio.

## Marzo de 1968
Los eventos en Polonia generalmente descritos bajo el encabezado de marzo de 1968 en realidad comenzaron después de la Guerra de los Seis Días entre Israel y los países árabes en junio de 1967. El 19 de junio, el primer secretario Gomułka habló en Varsovia en un congreso sindical y se refirió implícitamente a los judíos polacos como la quinta columna. Ochab insistió en que el término debería eliminarse de la transcripción publicada del discurso, y así fue.
Las manifestaciones estudiantiles ampliamente publicitadas en Varsovia tuvieron lugar el 8 de marzo de 1968. El 19 de marzo, Gomułka pronunció otro importante discurso televisado. Al revisar con otros miembros del Politburó su texto por adelantado, Ochab objetó la referencia de Gomułka a "jóvenes estudiantes de origen judío". La juventud judía era justificadamente sensible debido a los millones de judíos asesinados en Polonia durante la Segunda Guerra Mundial, argumentó.
Las esposas de Ochab y Gomułka eran judías, pero a diferencia de Gomułka, Ochab no mostró tolerancia por los excesos antisemitas. Para protestar por las políticas aplicadas en 1967-1968 en Polonia, decidió renunciar a todos sus cargos estatales y del partido, retirándose efectivamente de la vida política. Escribió cartas apropiadas al Politburó y al Sejm y tuvo una conversación final con Gomułka, Cyrankiewicz y Kliszko. Escribió sobre la "campaña antisemita organizada por los diversos elementos reaccionarios, los falangistas de ayer y sus protectores de alto rango de hoy" (la facción de Mieczysław Moczar en el partido). El Politburó aceptó su renuncia el 8 de abril y tres días después, el Sejm reemplazó a Ochab con Marian Spychalski como presidente del Consejo de Estado. Wojciech Jaruzelski, el jefe de Estado Mayor de las fuerzas armadas, reemplazó a Spychalski como ministro de defensa.

## Retiro
Ochab primero procedió a salvaguardar los documentos que aseguraron su papel histórico, los cuarenta años que había estado activo en el movimiento comunista. Presenció la caída del poder de Gomułka en 1970 y el cambio generacional en el PZPR y luego expresó opiniones muy críticas sobre el uso de la fuerza contra los trabajadores que protestaban, a pesar de que él mismo había tomado decisiones similares en 1956.
Observó cuidadosamente los tratos del nuevo liderazgo de Edward Gierek. Cuando se publicaron los lineamientos del partido antes de su Sexto Congreso y se pidió a la base que los debatiera, Ochab aprovechó la oportunidad y el 30 de septiembre de 1971 mecanografió varias páginas de Comentarios Críticos Introductorios. La carta, que incluía ideas reformistas, revisionistas o socialdemócratas, causó revuelo porque pronto fue publicada por el diario de los emigrados polacos en París, Kultura, bajo el título Edward Ochab en la Oposición.
El ex primer secretario criticó el avance hacia los puestos directivos y estatales de personas cínicas orientadas a la carrera, que sirven solo al autócrata (Gomułka) y su círculo. Pidió medidas para prevenir tales "deformaciones" ahora y en el futuro. Propuso una reducción radical del alcance y presupuesto del Ministerio del Interior y la remoción de los cargos de responsabilidad de "burócratas irreformistas, gente con vocación de carrera, seguidores de la ONR encapuchados, antisemitas, nacionalistas y personas moralmente desposeídas". El Sejm "completamente inerte" debe ser elegido por concurso de listas separadas de los partidos participantes y activistas no afiliados a ningún partido (miembros en el Frente de Unidad Nacional), que sería aplaudido por el electorado y "nuestros hermanos, los comunistas occidentales". Las peculiaridades de las soluciones propuestas por Ochab incluían la defensa de las formas "leninistas" originales, como el establecimiento de Consejos Delegados de Trabajadores en las empresas, y su creencia de que los viejos camaradas del Partido Comunista Polaco de antes de la guerra deberían volver al poder. Despojada de su fraseología leninista, la idea de poderosos Consejos de Trabajadores podría interpretarse como un llamado a un movimiento sindical masivo (los delegados elegidos en todas las instituciones que emplean a cien o más personas constituirían colectivamente una segunda cámara del parlamento), algo que se intentó varios años después por Solidaridad. Tales postulados (o su difusión en el extranjero) no pudieron haber sido bien recibidos por la nueva dirección del PZPR y Ochab y sus puntos de vista fueron severamente reprendidos. Durante una disputa en la organización de su partido local, Ochab advirtió que la actual política de inversión sigue siendo incorrecta, "la economía colapsará, lo que creará un nuevo diciembre".
Del 13 de noviembre de 1971 al 19 de enero de 1972, Ochab y su esposa realizaron un crucero por la costa de Europa occidental y el mar Mediterráneo a bordo de un barco mercante polaco. Durante el viaje fueron seguidos de cerca por los servicios secretos polacos, pero el gobierno se hizo cargo de todo el costo. [11]
En octubre de 1977, Ochab fue uno de los firmantes de la carta dirigida al Primer Secretario Gierek y al Politburó. Fue firmada por un grupo de intelectuales y ex activistas del partido y fue muy crítico con el historial político y económico del equipo de Gierek. La carta se refería a las protestas del año anterior y pedía reformas políticas fundamentales y democratizadoras. Las represiones y restricciones solo agravarían la crisis, escribieron los autores, y era necesario un diálogo social abierto. Se instó a elecciones libres para el Sejm y los consejos locales y, en especial, una estrecha colaboración con los sindicatos, como requisitos previos para cualquier mejora real en la precaria situación interna del país.
En noviembre de 1979, cuando se acercaba el Octavo Congreso del PZPR, Ochab escribió una carta de diez páginas A los camaradas comunistas, que Jerzy Eisler caracteriza como altamente ideológica, desligada de la utilidad práctica. La mayor parte de la dirección actual del partido, escribió Ochab refiriéndose a los acontecimientos de la Polonia de preguerra, "no había participado en la lucha contra los órganos fascistas del poder de la burguesía polaca ", demasiados "no apreciaban la importancia histórica de la lucha de los comunistas contra el gobierno vergonzoso de la burguesía polaca reaccionaria". Más adelante en la carta, Ochab entró en polémica con los trabajos recientes de los historiadores polacos, que interpretó como una progresiva rehabilitación y legitimación del régimen Sanacja. "Tales obras conducen claramente a un blanqueo del gobierno reaccionario de nuestros capitalistas y grandes terratenientes, a menospreciar el papel histórico de los comunistas en la lucha contra el fascismo y las políticas terroristas hostiles a las masas de los Piłsudskiites, National Democrats, ONR Los venerables profesores niegan el carácter fascista de los gobiernos posteriores a Mayo”. El ex primer secretario, que había pasado una parte considerable de su juventud en las prisiones de Sanation, escribió también sobre la responsabilidad por la "sangre derramada de miles de trabajadores y campesinos asesinados durante las huelgas y ocupaciones, en pogromos antisemitas y antiucranianos" prisión y Bereza Kartuzkapersecuciones" descansando en el "régimen militar aburrido, cegado por el odio a la Unión Soviética, las naciones subyugadas y las masas polacas". Finalmente Ochab denunció a los actuales "grupos antisocialistas", que calumnian la democracia popular y el marxismo; sueño de activación antisocialista de los ayatolás polacos"(jerarquía de la Iglesia Católica). Ochab se sentía incómodo tanto con el gran movimiento obrero independiente emergente, el futuro Solidaridad, como con su propio partido "comunista" al que le había encontrado tantos defectos.
Edward Ochab murió el 1 de mayo de 1989, entre la conclusión de las innovadoras negociaciones de la Mesa Redonda y las históricas elecciones del 4 de junio, que marcaron el comienzo del cambio de sistema en Polonia. En el funeral de Ochab el 8 de mayo en el Cementerio Militar de Powązki, Stefan Jędrychowski destacó su papel en la difusión del informe secreto de Jruschov entre los miembros del PZPR en marzo de 1956. Ochab estaba profundamente decepcionado por el cisma chino-soviético, dijo Jędrychowski, y dio la bienvenida a las reformas de Mijaíl Gorbachov.